# Parálisis Permanente
Parálisis Permanente è stato un gruppo musicale fondato a Madrid nel 1981 da Eduardo Benavente e Nacho Canut (basso) come progetto parallelo degli Alaska y los Pegamoides, gruppo legato a sonorità pop in cui entrambi suonavano, ispirandosi ad artisti come  Killing Joke, Theatre of Hate e UK Decay.
La band iniziò - ma con continue interruzioni - le prove negli ultimi mesi del 1980 fino al 1981, anno in cui insieme ai Gabinete Caligari registrarono in studio uno split.

## Autosuficiencia
La divulgazione dello split Parálisis Permanente / Gabinete Caligari segnò la nascita delle etichette indipendenti in Spagna. Nel gennaio 1982 pubblicarono questo EP sulla cui copertina erano scritti in lettere gotiche i nomi dei Parálisis e dei Gabinete Caligari sopra lo sfondo di due tombe da cui sbucano due mani (le copertine delle edizioni successive prevedono due piraña).
Le canzoni dei Parális Permanente contenute nell'Ep sono Autosuficiencia ("Autosufficienza") e Tengo un pasajero (Ho un passeggero). Autosuficiencia fu ispirata da God Save the Queen dei Sex Pistols per il sound mentre il testo farneticante, secondo una dichiarazione dello stesso Nacho Canut, da Noo Feelings di cui si propone di essere una parodia.
Fu una delle prime canzoni tra le etichette indipendenti ad entrare nelle hits e divenne per molta gente un inno.
Tengo un pasajero nasce come imitazione di The Wait dei Killing Joke e racconta una storia terrificante basata sul film Alien.

## Quiero ser santa
Poco dopo pubblicarono un ulteriore EP, Quiero ser santa ("Voglio essere santa"): sulla copertina frontale una donna nuda crocifissa, sul retro Eduardo Benavante seduto su una sedia a gambe divaricate, come paralizzato, con un'espressione terrorizzata sul volto e con un taglio di capelli simile a quello di Sid Vicious. Nell'EP sono contenute 4 canzoni: Unidos ("Uniti"), Yo no ("Io no"), Quiero ser santa e Un día en Texas ("Un giorno in Texas"). Fatta eccezione dell'ultima, legata ancora ad un sound UK 82 à la GBH, le prime tre rientrano nel genere Gothic rock.
Quiero ser santa ha un'introduzione caratterizzata dal suono delle campane della cattedrale di Burgo. Le parole furono scritte da Alaska e Ana Pegamoide e sono di critica verso fantomatiche suore.
Unidos, canzone molto veloce, racconta la storia di due gemelli siamesi mentre Yo no riprendente le tematiche antisociali punk in modo ironico.

## El acto
Primo LP della band, venne realizzato nel luglio del 1982 dopo l'abbandono di Nacho Canut con la collaborazione di Rafa Balsameda (che suonava nei Negativo) e di Ana "Pegamoide" Curra (tastiere). Il titolo El acto indica l'amplesso.
Eduardo Benavente ed Ana Curra scrissero le canzoni Adictos a la lujuria ("Vogliosi"), Te gustará ("Ti piacerà"), Tengo un precio (soy barata) ("Ho un prezzo, sono poco costosa"), "Esa extraña sonrisa ("Quello strano sorriso") e il brano strumentale Bacanal. Altre canzoni contenute nell'LP sono: Jugando a las cartas ("Giocando a carte"), Vamos a jugar ("Andiamo a giocare"), Esto no es (nada divertido) ("Questo non è - per nulla divertente"), una nuova versione di Tengo un pasajero, un'altra canzone anti-sociale, Todo el mundo ("Tutti") e due covers: di Iggy Pop, Quiero ser tu perro" (da I Wanna be Your Dog) e una di David Bowie (Heroes).

## Nacidos para dominar/Sangre
L'ultimo singolo realizzato dalla band, prima della morte da Eduardo Benavente avvenuta durante un viaggio in macchina, contiene le canzoni Nacidos para dominar ("Nati per dominare"), dedicata alle battaglie avvenute nel mondo per il potere, e Sangre ("Sangue"), una canzone ispirata dei Killing Joke.

## Membri

### Ultima formazione
- Eduardo Benavente - chitarra, voce
- Rafa Balmaseda - basso
- Ana Curra - voce
- Toti - batteria
- Fernando - chitarra

### Membri precedenti e collaboratori
- Javier Benavente - voce
- Jaime Urrutia - chitarra
- Nacho Canut - basso
- Johnny Canut - batteria

## Discografia
- 1982 - Parálisis Permanente / Gabinete Caligari (split EP, Tres Cipreses)
- 1982 - Quiero ser santa (7" EP, Tres Cipreses)
- 1982 - El acto (LP, Tres Cipreses)
- 1983 - Nacidos para dominar (7", Tres Cipreses)

### Raccolte
- 1984 - Los singles LP (Tres Cipreses)
- 1995 - Singles y primeras grabaciones (CD, Tres Cipreses)